# Dmitri Witaljewitsch Kutschugura
Dmitri Witaljewitsch Kutschugura (russisch Дмитрий Витальевич Кучугура; * 21. Oktober 2004 in Krasnodar) ist ein russischer Fußballspieler.

## Karriere

### Verein
Kutschugura begann seine Karriere beim FK Krasnodar. Im März 2022 debütierte er, bevor er überhaupt für die Reserve gespielt hatte, gegen Ural Jekaterinburg für die erste Mannschaft Krasnodars in der Premjer-Liga. Dies blieb sein einziger Saisoneinsatz, anschließend spielte er bis Saisonende siebenmal für Krasnodar-2 in der Perwenstwo FNL.

### Nationalmannschaft
Kutschugura spielte zwischen 2020 und 2021 siebenmal für russische Jugendnationalauswahlen.